# هانس آگنارسون
هانس آگنارسون (انگلیسی: Hannes Agnarsson؛ زادهٔ ۲۶ فوریهٔ ۱۹۹۹) بازیکن فوتبال اهل جزایر فارو است  که در پست وینگر برای باشگاه فوتبال توشهاون بازی می‌کند. در فینال جام فارو در سال ۲۰۱۸، هانس آگنارسون در آخرین ثانیه‌های بازی یک گل به ثمر رساند. این گل بازی را به تساوی کشاند. فینال، دراماتیک‌ترین فینال جام حذفی فارو بود. تیم توشهاون پس از بازی ۹ نفره در مقابل ۱۱ نفره در تمام ۳۰ دقیقه وقت اضافه، در ضربات پنالتی حریف محلی خود، هاونر بولتفلاگ، را شکست داد.
وی همچنین در تیم‌های ملی فوتبال زیر ۱۷ سال جزایر فارو, زیر ۱۹ سال جزایر فارو، زیر ۲۱ سال جزایر فارو، و جزایر فارو بازی کرده است.